# 1055 Tynka
1055 Tynka este o planetă minoră (asteroid), cu un diametru de 13,479 km, din centura de asteroizi. A fost descoperită pe 17 noiembrie 1925 la Centrul de Cercetări în Astronomie de Emil Buchar⁠(d) și a fost numită după . 
Obiectul prezintă o orbită caracterizată de o semiaxă mare de 2,1979944 UAi, o excentricitate de 0,2083856, o înclinație de 5,27797 ° în raport cu ecliptica.